# Basilepta nyalamense
Basilepta nyalamense es un coleóptero de la familia Chrysomelidae.
Fue descrita científicamente por primera vez en 1981 por Tan in Tan & Wang.